# رضا نخبه زعیم
رضا نخبه زعیم (زاده ۱۳۳۳ – درگذشته ۱۳۹۳) سرتیپ دوم خلبان نورثروپ اف-۵ نیروی هوایی ارتش جمهوری اسلامی ایران بود. وی بین سال‌های ۱۳۸۱ تا ۱۳۸۵ فرماندهی پایگاه چهارم شکاری وحدتی دزفول را بر عهده داشت.

## سوابق نظامی
وی در سال ۱۳۵۳ وارد دانشکده افسری ارتش و سپس جهت گذراندن دوره تخصصی خلبانی هواپیمای شکاری نورثروپ اف-۵ به آمریکا اعزام شد و همچنین دوره دافوس را نیز در پاکستان به اتمام رساند.
او در طی جنگ ایران و عراق در عملیات‌های پوشش و گشت هوایی، بمباران مواضع نیروهای ارتش عراق در عمق خاک این کشور شرکت داشت.
وی همچنین فرمانده عملیات پایگاه دوم شکاری شهید فکوری تبریز و جانشین فرمانده این پایگاه بود.

## مرگ
رضا نخبه زعیم در تیرماه ۱۳۹۳ بر اثر عفونت داخلی در بیمارستان کسری تهران درگذشت.